# Wojciech Konończuk
Wojciech Konończuk (ur. 1980) – polski politolog, od 2022 dyrektor Ośrodka Studiów Wschodnich. 

## Życiorys
Wojciech Konończuk uzyskał na Uniwersytecie Warszawskim tytuły magistra stosunków międzynarodowych (2004) oraz kulturoznawstwa w zakresie specjalistycznych studiów wschodnich (2005). Studiował także na Petersburskim Uniwersytecie Państwowym i w Szkole Głównej Handlowej w Warszawie.
W latach 2005–2007 był koordynatorem projektów ukraińskich i białoruskich w Fundacji im. Stefana Batorego. Od 2007 związany zawodowo z Ośrodkiem Studiów Wschodnich (OSW), gdzie był kolejno: analitykiem ds. polityki zagranicznej i energetycznej Rosji w Zespole Rosyjskim, kierownikiem Zespołu Białorusi, Ukrainy i Mołdawii, zastępcą dyrektora. W listopadzie 2022 został dyrektorem OSW.
Profesor wizytujący w Instytucie Kennana w ramach Wilson Center w Waszyngtonie. Publikuje m.in. w „Tygodniku Powszechnym” oraz „Nowej Europie Wschodniej”. Członek rady Narodowego Instytutu Polskiego Dziedzictwa Kulturowego za Granicą „Polonika” oraz Kolegium Prezydenta RP ds. Polityki Międzynarodowej.

## Odznaczenia
- Medal Sztabu Generalnego Wojska Polskiego (2025)[10][11]